# Helles Kegelchen

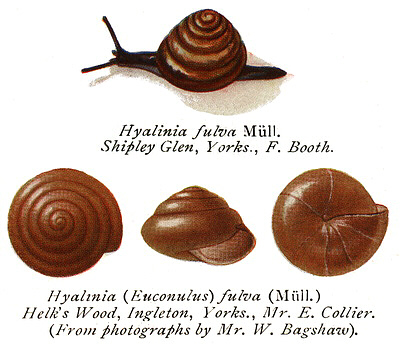
Eoconulus fulvus (aus Taylor)

Das Helle Kegelchen (Euconulus fulvus), auch Hellbraunes Kegelchen genannt, ist eine Schneckenart in der Familie der Kegelchen (Euconulidae) aus der Unterordnung der Landlungenschnecken (Stylommatophora).

## Merkmale
Das rechtsgewundene Gehäuse ist gedrückt-konisch, Der Gesamthabitus ist leicht kugelig mit abgeflachter Basis. Es misst 2,8 bis 3,5 mm in der Breite und  2,0 bis 2,5 mm in der Höhe, der Breiten-Höhen-Index beträgt 1,2 bis 1,4, es ist deutlich breiter als hoch. Das Gehäuse besitzt 5 bis 6 gleichmäßig anwachsende und eng aufgewundene, an der Peripherie schwach gekielte Umgänge. Der letzte Umgang ist an der Peripherie nur leicht gekielt. Die Nähte sind vergleichsweise flach. Die Außenlinie ist nahezu gerade. Aufgrund der sehr engen Aufwicklung ist der Nabel kaum oder nicht zu erkennen. Die Mündung steht schräg zur Windungsachse und ist symmetrisch halbmondförmig bzw. mondsichelförmig. Der Mundsaum ist gerade, dünn und sehr zerbrechlich.
Die Gehäuse sind gelblichbraun und durchscheinend. Die Oberfläche ist auf der Oberseite eher seidig-glänzend und mit feinen Anwachsstreifen bedeckt. Auf der Unterseite ist glatt und weist kaum Spiralstreifen auf.
Im Genitalapparat tritt der Samenleiter apikal in den Epiphallus ein, der durch eine Verdickung markiert in den langen Penis übergeht. Etwa in Penismitte setzt ein großer blindsackartiger Appendix an. Der Penisretraktor setzt etwa in der Mitte des Epiphallus an. Im weiblichen Trakt ist der freie Eileiter sehr lang, der untere Teil ist drüsig ausgebildet. Das Reservoir der Spermathek ist elliptisch und mäßig groß. Der Stiel der Spermathek ist vergleichsweise sehr kurz und das Reservoir kommt noch unterhalb des Eisamenleiters zu liegen. Die Vagina ist deutlich kürzer als der freie Eileiter, fast ebenso lang ist das Atrium.  Der Weichkörper ist nur schwach hellbräunlich oder hellgräulich gefärbt. Der Fuß ist schmal und die Tentakeln relativ lang.

## Ähnliche Arten
Das Dunkle Kegelchen (Euconulus praticola) besitzt einen blauschwarzen bis schwarzen Weichkörper und ein dunkelhonigfarbenes bis rotbraunes Gehäuse. Da das Gehäuse durchscheinend ist, erscheint auch das Gehäuse beim lebenden Tier sehr dunkel, während es beim Hellen Kegelchen durch den hellen Weichkörper sehr hell erscheint. Beim Hellen Kegelchen ist die Mündung annähernd symmetrisch mondsichelförmig, während das dunkle Kegelchen eine deutlich asymmetrische mondsichelförmige Mündungsöffnung hat. Auch das Wald-Kegelchen (Euconulus trochiformis) besitzt eine asymmetrische mondsichelförmige Mündung.

## Geographische Verbreitung und Lebensraum
Das Helle Kegelchen hat eine holarktische Verbreitung. In Europa kommt es von Nordskandinavien bis Südspanien und Sizilien vor. die Art ist auch aus Nordafrika bekannt. Im Osten reicht das Verbreitungsgebiet weit nach Sibirien, im Südosten bis in den Nahen Osten.
In der Schweiz steigt sie bis auf 2900 m über Seehöhe an, ist jedoch schon über 2400 m sehr selten, In Bulgarien wurde sie bis in 1500 m über Seehöhe gefunden.
Die Tiere kommen in der Bodenstreu Nadel- und Laubwäldern (vor allem der Mittelgebirge und auch der Hochgebirge), auf Wiesen und in Sümpfen vor, meist an sehr feuchten und eher kühlen Standorten. Sie leben unter und in feuchtem Laub, morscher Rinde, unter Steinen und vor allem an totem Holz. Die Art ist gesteinsindifferent, toleriert auch kalkarme Böden.

## Fortpflanzung
Nach älteren Beobachtungen aus Südfrankreich werden von April bis Mai 20 bis 30 Eier unter Laub abgelegt. Die Jungtiere schlüpfen nach etwa 2 Wochen.

## Taxonomie
Das Taxon wurde 1774 von Otto Friedrich Müller als Helix fulvus in die wissenschaftliche Literatur eingeführt. Es ist die Typusart der Gattung Euconulus Reinhardt, 1883 durch die subsequente Festlegung durch Pilsbry in Pilsbry & Ferriss (1910). Das Taxon ist allgemein anerkannt.
Es ist nach derzeitigen Kenntnisstand wahrscheinlich, dass in Mitteleuropa drei Euconulus-Arten vorkommen, doch über Artabgrenzung, Variabilität, Ökologie und z. T. auch über die Nomenklatur herrscht noch keine Klarheit bzw. Übereinstimmung. Hier dürften erst molekulargenetische und tiefer gehende taxonomisch-nomenklatorische Untersuchungen neue Erkenntnisse bringen.

## Gefährdung
In Deutschland ist die Art nicht gefährdet. In der Schweiz ist sie neben der Gefleckten Schnirkelschnecke (Arianta arbustorum) und der Gefleckten Schüsselschnecke (Discus rotundatus) die häufigste Landschnecke.